# Johan Andersson Ask
Johan Andersson Ask, född 13 augusti 1815 i Bjurträsk, Norsjö församling, Västerbottens län, död 11 november 1898 i Överluleå, Norrbottens län. Han var en svensk amatörorgelbyggare och bonde. Han byggde orglar tillsammans med brodern Olof Andersson. Tillverkade även pianon.

## Biografi
Johan föddes 13 augusti 1815 i Bjurträsk nr 2, Norsjö socken. Han var son till bonden Anders Johansson och Anna Greta Olofsdotter.Omkring 1839 tar Ask över gården. Omkring 1885 tar sonen Jakob Ask över gården. Den 28 mars 1896 flyttar han med sonen till Skogsrå såg i Överluleå socken. Johan Ask avlider 11 november 1898 på Överluleå och han begravs den 27 november samma år.

## Orglar
Andersson Ask byggde även orglar på egen hand med träpipor, för hemmabruk i Norsjö och socknar runtomkring.
| År           | Ursprunglig kyrka  | Stift      | Bild | Manualer | Pedal | Stämmor | Bevarad orgel/fasad | Övrigt |
| ------------ | ------------------ | ---------- | ---- | -------- | ----- | ------- | ------------------- | --- |
| Omkring 1850 | Lidens gamla kyrka | Härnösands |      | 1        | -     | 3       | Ja/Ja               | Orgeln är från början en hemorgel som skänktes till kyrkan av kyrkoherden J. Viking. Orgeln reparerades 1958–1959 av Grönlunds Orgelbyggeri, Gammelstad. |